# 東彼得斯堡縣區 (伊利諾伊州默納德縣)
東彼得斯堡十三號鎮區（英語：Petersburg East No.13 Precinct）是位於美國伊利諾伊州默納德縣的一個縣區。

## 地方資料
根據2010年美國人口普查的數據，東彼得斯堡十三號鎮區的面積為59.46平方千米，當中陸地面積為59.23平方千米，而水域面積為0.23平方千米。當地共有人口1311人，而人口密度為每平方千米22.05人。